# 加福豊次

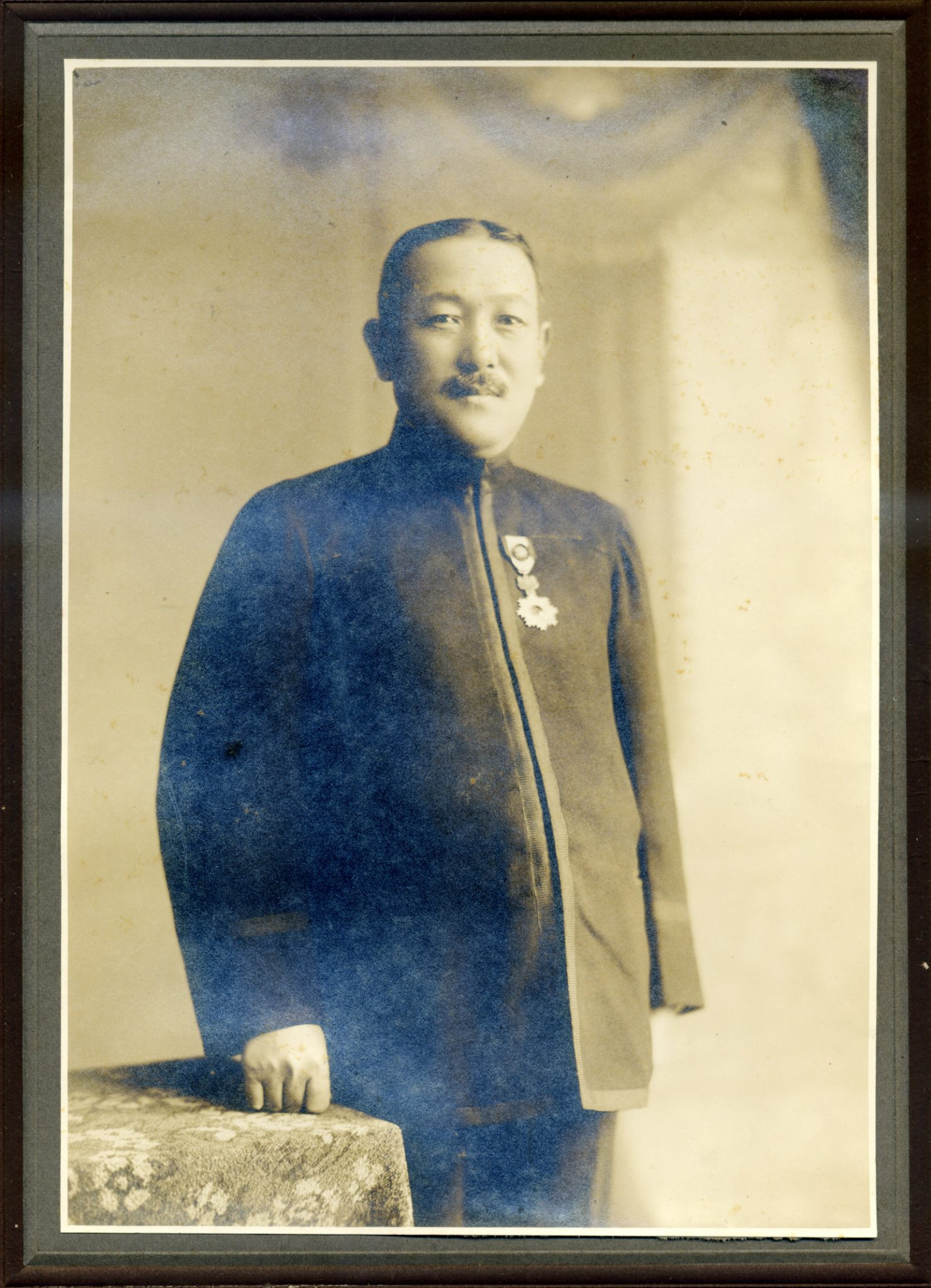
加福豊次

加福豊次（かふくとよじ、1876年-1921年10月23日）は日本統治下の台湾における官僚。台北庁長、台中庁長、台中州知事などを務めた。

## 略歴
原籍は長崎県。東京府北豊島郡滝野川村に生まれ、1891年（明治24年）第一高等学校 (旧制)に入学、1896年（明治29年）陸軍士官学校に入学。1899年東京帝国大学法科大学仏法科卒業後、日露戦争勃発により招集されて主計少尉となり、第1軍付きの国際法顧問として出征。
1905年に台湾地方院検査官となり、1909年より台湾総督府警務課長、保安課長などをへて1914年に台北庁長就任。1917年、総督府事務官に転任、1918年、台北局林務課長に任命され、1919年に台中庁長、翌年地方制度改革に伴い台中州知事に就任したが、 1921年（大正10年）2月、台中疑獄事件により解任され、台湾証券公取の設立準備を進める中、脳出血に腎臓病を合併し46歳で死去した。 
台湾に近代的な公園、水族館、動物園、プール、温泉浴場などを積極的に造り、台湾におけるレジャー施設の導入発展に寄与した。

## 家族
- 父・加福喜一郞-通詞。加福家は長崎で代々阿蘭陀通詞を継承した一族[5]。
- 兄・加福力太郎（1872-？）-大阪商船副社長[6]。東京高等商業学校卒。[7]
- 弟・加福均三（1885-1948）：化学者。香料の研究で知られ、日本化学会会長（1939年）も務めた[8]。東京で生まれ育ち、第一高等学校 (旧制)をへて、1909年東京帝国大学理科大学化学科を卒業後硏究科に進み、1911年台湾総督府に入り、鉱泉事務囑託専売局技師兼硏究所技師等を経て、1917年に大日本人造肥料技師に転じ技師長支配人を経て台湾肥料取締役就任、1922年理学博土の学位を取得し、再び台湾総督府に出仕し同中央硏究所技師兼專賣局技師および工業部長を務めた[9]。1920年には高雄県協約委員、1922年には高雄街長も務めた[2]。1927年欧米視察、1929年台北帝国大学農学部教授、1932年政府技術官を務め、国土資源局商工課職員を経て、1936年に法曹資格取得、ガス研究所会員、日本水産同盟顧問も務めたのち、1937年に台湾より帰国し、1945年日本水産連盟研究部長、1948年国民生活科学協会総合工業研究所所長を経て、同年6月2日狭心症により64歳で死去[2]。 岳父は御代弦。長男の加福竹一郞は水産学者[8]。
- 妻・サダ-松田源五郎の娘[10]